# Historique du parcours européen du Club Bruges KV
Cet article présente les différentes campagnes européennes réalisées par le Club Bruges KV depuis 1967.
Depuis sa fondation en 1891, le FC Bruges a participé :
- 7 fois à la Coupe des clubs champions (1 Finale, 1 Quart de finale),
- 15 fois à la Ligue des champions (10 phases de poules)
- 6 fois à la Coupe d'Europe des vainqueurs de Coupe (1 Demi-finale, 2 Quarts de finale),
- 1 fois à la Coupe des villes de foires (1 Trente-deuxième de finale),
- 20 fois à la Coupe UEFA (1 Finale, 1 Demi-finale),
- 10 fois à la Ligue Europa (1 quart de finale, 5 seizièmes de finale),
- 0 fois à la Supercoupe de l'UEFA,
- 0 fois à la Coupe Intertoto.

## 1967-1968
Coupe des villes de foires :
|   | Tour         | Club      | Aller | Total | Retour | Club              |   |
| - | ------------ | --------- | ----- | ----- | ------ | ----------------- | - |
| 1 | Premier tour | FC Bruges | 0-0   | 1-2   | 1-2    | Sporting Portugal | 2 |

## 1968-1969
Coupe d'Europe des vainqueurs de coupe :
|   | Tour               | Club      | Aller | Total | Retour | Club                 |   |
| - | ------------------ | --------- | ----- | ----- | ------ | -------------------- | - |
| 3 | Seizième de finale | FC Bruges | 3-1   | 3-3E  | 0-2    | West Bromwich Albion | 4 |

## 1970-1971
Coupe d'Europe des vainqueurs de coupe :
|   | Tour               | Club              | Aller | Total | Retour  | Club      |    |
| - | ------------------ | ----------------- | ----- | ----- | ------- | --------- | -- |
| 5 | Seizième de finale | Kickers Offenbach | 2-1   | 2-3   | 0-2     | FC Bruges | 6  |
| 7 | Huitième de finale | FC Bruges         | 2-0   | 4-3   | 2-3     | FC Zurich | 8  |
| 9 | Quart de finale    | FC Bruges         | 2-0   | 2-4   | 0-4a.p. | Chelsea   | 10 |

## 1971-1972
Coupe UEFA :
|    | Tour                      | Club                 | Aller | Total | Retour | Club      |    |
| -- | ------------------------- | -------------------- | ----- | ----- | ------ | --------- | -- |
| 11 | Trente-deuxième de finale | Željezničar Sarajevo | 3-0   | 4-3   | 1-3    | FC Bruges | 12 |

## 1972-1973
Coupe UEFA :
|    | Tour                      | Club           | Aller | Total | Retour | Club      |    |
| -- | ------------------------- | -------------- | ----- | ----- | ------ | --------- | -- |
| 13 | Trente-deuxième de finale | Åtvidabergs FF | 3-5   | 5-6   | 2-1    | FC Bruges | 14 |
| 15 | Seizième de finale        | FC Porto       | 3-0   | 5-3   | 2-3    | FC Bruges | 16 |

## 1973-1974
Coupe des clubs champions :
|    | Tour          | Club      | Aller | Total | Retour | Club        |    |
| -- | ------------- | --------- | ----- | ----- | ------ | ----------- | -- |
| 17 | Premier tour  | FC Bruges | 8-0   | 10-0  | 2-0    | Floriana FC | 18 |
| 19 | Deuxième tour | FC Bruges | 2-1   | 6-7   | 4-6    | FC Bâle     | 20 |

## 1975-1976
Coupe UEFA :
|    | Tour                      | Club               | Aller | Total | Retour | Club      |    |
| -- | ------------------------- | ------------------ | ----- | ----- | ------ | --------- | -- |
| 21 | Trente-deuxième de finale | Olympique lyonnais | 4-3   | 4-6   | 0-3    | FC Bruges | 22 |
| 23 | Seizième de finale        | Ipswich Town       | 3-0   | 3-4   | 0-4    | FC Bruges | 24 |
| 25 | Huitième de finale        | FC Bruges          | 1-0   | 2-0   | 1-0    | AS Rome   | 26 |
| 27 | Quart de finale           | FC Bruges          | 2-0   | 3-2   | 1-2    | Milan AC  | 28 |
| 29 | Demi-finale               | Hambourg SV        | 1-1   | 1-2   | 0-1    | FC Bruges | 30 |
| 31 | Finale                    | Liverpool          | 3-2   | 4-3   | 1-1    | FC Bruges | 32 |

## 1976-1977
Coupe des clubs champions :
|    | Tour               | Club                     | Aller | Total | Retour | Club            |    |
| -- | ------------------ | ------------------------ | ----- | ----- | ------ | --------------- | -- |
| 33 | Seizième de finale | FC Bruges                | 2-1   | 3-2   | 1-1    | Steaua Bucarest | 34 |
| 35 | Huitième de finale | Real Madrid              | 0-0   | 0-2   | 0-2    | FC Bruges       | 36 |
| 37 | Quart de finale    | Borussia Mönchengladbach | 2-2   | 3-2   | 1-0    | FC Bruges       | 38 |

## 1977-1978
Coupe des clubs champions :
|    | Tour               | Club        | Aller | Total | Retour | Club               |    |
| -- | ------------------ | ----------- | ----- | ----- | ------ | ------------------ | -- |
| 39 | Seizième de finale | KuPS Kuopio | 0-4   | 2-9   | 2-5    | FC Bruges          | 40 |
| 41 | Huitième de finale | FC Bruges   | 2-0   | 2-1   | 0-1    | Panathinaïkos      | 42 |
| 43 | Quart de finale    | FC Bruges   | 2-0   | 4-3   | 2-3    | Atlético de Madrid | 44 |
| 45 | Demi-finale        | Juventus    | 1-0   | 1-2   | 0-2    | FC Bruges          | 46 |
| 47 | Finale             | Liverpool   |       | 1-0   |        | FC Bruges          |    |

## 1978-1979
Coupe des clubs champions :
|    | Tour               | Club      | Aller | Total | Retour | Club           |    |
| -- | ------------------ | --------- | ----- | ----- | ------ | -------------- | -- |
| 48 | Seizième de finale | FC Bruges | 2-1   | 3-4   | 1-3    | Wisła Cracovie | 49 |

## 1980-1981
Coupe des clubs champions :
|    | Tour               | Club      | Aller | Total | Retour | Club      |    |
| -- | ------------------ | --------- | ----- | ----- | ------ | --------- | -- |
| 50 | Seizième de finale | FC Bruges | 0-1   | 1-5   | 1-4    | FC Zurich | 51 |

## 1981-1982
Coupe UEFA :
|    | Tour                      | Club           | Aller | Total | Retour | Club      |    |
| -- | ------------------------- | -------------- | ----- | ----- | ------ | --------- | -- |
| 52 | Trente-deuxième de finale | Spartak Moscou | 3-1   | 6-2   | 3-1    | FC Bruges | 53 |

## 1984-1985
Coupe UEFA :
|    | Tour                      | Club              | Aller | Total | Retour | Club              |    |
| -- | ------------------------- | ----------------- | ----- | ----- | ------ | ----------------- | -- |
| 54 | Trente-deuxième de finale | Nottingham Forest | 0-0   | 0-1   | 0-1    | FC Bruges         | 55 |
| 56 | Seizième de finale        | FC Bruges         | 2-1   | 2-4   | 0-3    | Tottenham Hotspur | 57 |

## 1985-1986
Coupe UEFA :
|    | Tour                      | Club           | Aller | Total | Retour | Club      |    |
| -- | ------------------------- | -------------- | ----- | ----- | ------ | --------- | -- |
| 58 | Trente-deuxième de finale | Boavista       | 4-3   | 5-6   | 1-3    | FC Bruges | 59 |
| 60 | Seizième de finale        | Spartak Moscou | 1-0   | 4-1   | 3-1    | FC Bruges | 61 |

## 1986-1987
Coupe d'Europe des vainqueurs de coupe :
|    | Tour               | Club         | Aller | Total | Retour | Club      |    |
| -- | ------------------ | ------------ | ----- | ----- | ------ | --------- | -- |
| 62 | Seizième de finale | Rapid Vienne | 4-3   | 7-6   | 3-3    | FC Bruges | 63 |

## 1987-1988
Coupe UEFA :
|    | Tour                      | Club                     | Aller | Total | Retour  | Club               |    |
| -- | ------------------------- | ------------------------ | ----- | ----- | ------- | ------------------ | -- |
| 64 | Trente-deuxième de finale | Zénith Saint-Pétersbourg | 2-0   | 2-5   | 0-5     | FC Bruges          | 65 |
| 66 | Seizième de finale        | Étoile rouge de Belgrade | 3-1   | 3-5   | 0-4     | FC Bruges          | 67 |
| 68 | Huitième de finale        | Borussia Dortmund        | 3-0   | 3-5   | 0-5a.p. | FC Bruges          | 69 |
| 70 | Quart de finale           | Panathinaïkos            | 2-2   | 2-3   | 0-1     | FC Bruges          | 71 |
| 72 | Demi-finale               | FC Bruges                | 2-0   | 2-3   | 0-3a.p. | Espanyol Barcelone | 73 |

## 1988-1989
Coupe des clubs champions :
|    | Tour               | Club      | Aller | Total | Retour | Club       |    |
| -- | ------------------ | --------- | ----- | ----- | ------ | ---------- | -- |
| 74 | Seizième de finale | FC Bruges | 1-0   | 2E-2  | 1-2    | Brøndby IF | 75 |
| 76 | Huitième de finale | FC Bruges | 1-0   | 2-6   | 1-6    | AS Monaco  | 77 |

## 1989-1990
Coupe UEFA :
|    | Tour                      | Club      | Aller | Total | Retour | Club         |    |
| -- | ------------------------- | --------- | ----- | ----- | ------ | ------------ | -- |
| 78 | Trente-deuxième de finale | FC Twente | 0-0   | 1-4   | 1-4    | FC Bruges    | 79 |
| 80 | Seizième de finale        | FC Bruges | 1-2   | 4-6   | 3-4    | Rapid Vienne | 81 |

## 1990-1991
Coupe des clubs champions :
|    | Tour               | Club          | Aller | Total | Retour | Club      |    |
| -- | ------------------ | ------------- | ----- | ----- | ------ | --------- | -- |
| 82 | Seizième de finale | Lillestrøm SK | 1-1   | 1-3   | 0-2    | FC Bruges | 83 |
| 84 | Huitième de finale | Milan AC      | 0-0   | 1-0   | 1-0    | FC Bruges | 85 |

## 1991-1992
Coupe d'Europe des vainqueurs de coupe :
|    | Tour               | Club               | Aller | Total | Retour  | Club         |    |
| -- | ------------------ | ------------------ | ----- | ----- | ------- | ------------ | -- |
| 86 | Seizième de finale | Omonia Nicosie     | 0-2   | 0-4   | 0-2     | FC Bruges    | 87 |
| 88 | Huitième de finale | GKS Katowice       | 0-1   | 0-4   | 0-3     | FC Bruges    | 89 |
| 90 | Quart de finale    | Atlético de Madrid | 3-2   | 4-4E  | 1-2     | FC Bruges    | 91 |
| 92 | Demi-finale        | FC Bruges          | 1-0   | 1-2   | 0-2a.p. | Werder Brême | 93 |

## 1992-1993
Ligue des champions :
|     | Tour                              | Club                   | Aller | Total | Retour | Club            |     |
| --- | --------------------------------- | ---------------------- | ----- | ----- | ------ | --------------- | --- |
| 94  | Premier tour                      | Maccabi Tel-Aviv       | 0-1   | 0-4   | 0-3    | FC Bruges       | 95  |
| 96  | Deuxième tour                     | FC Bruges              | 2-0   | 3E-3  | 1-3    | Austria Vienne  | 97  |
| 98  | Phase de poules, groupe A : J1/J5 | FC Bruges              | 1-0   |       | 2-1    | CSKA Moscou     | 102 |
| 99  | Phase de poules, groupe A : J2/J6 | Olympique de Marseille | 3-0   |       | 1-0    | FC Bruges       | 103 |
| 100 | Phase de poules, groupe A : J3/J4 | FC Bruges              | 1-1   |       | 1-2    | Glasgow Rangers | 101 |

## 1994-1995
Coupe d'Europe des vainqueurs de coupe :
|     | Tour               | Club         | Aller | Total | Retour | Club          |     |
| --- | ------------------ | ------------ | ----- | ----- | ------ | ------------- | --- |
| 104 | Seizième de finale | Sligo Rovers | 1-2   | 2-5   | 1-3    | FC Bruges     | 105 |
| 106 | Huitième de finale | FC Bruges    | 1-0   | 1-0   | 0-0    | Panathinaïkos | 107 |
| 108 | Quart de finale    | FC Bruges    | 1-0   | 1-2   | 0-2    | Chelsea       | 109 |

## 1995-1996
Coupe d'Europe des vainqueurs de coupe :
|     | Tour                      | Club           | Aller | Total | Retour | Club              |     |
| --- | ------------------------- | -------------- | ----- | ----- | ------ | ----------------- | --- |
| 110 | Trente-deuxième de finale | FC Bruges      | 1-0   | 2-1   | 1-1    | Chakhtior Donetsk | 111 |
| 112 | Seizième de finale        | Real Saragosse | 2-1   | 3-1   | 1-0    | FC Bruges         | 113 |

## 1996-1997
Ligue des champions :
|     | Tour              | Club      | Aller | Total | Retour | Club            |     |
| --- | ----------------- | --------- | ----- | ----- | ------ | --------------- | --- |
| 114 | Tour préliminaire | FC Bruges | 2-2   | 2-5   | 0-3    | Steaua Bucarest | 115 |

Coupe UEFA :
|     | Tour                      | Club      | Aller | Total | Retour | Club              |     |
| --- | ------------------------- | --------- | ----- | ----- | ------ | ----------------- | --- |
| 116 | Trente-deuxième de finale | FC Bruges | 1-1   | 3-1   | 2-0    | Lyngby BK         | 117 |
| 118 | Seizième de finale        | FC Bruges | 2-0   | 3-1   | 1-1    | National Bucarest | 119 |
| 120 | Huitième de finale        | FC Bruges | 2-1   | 2-3   | 0-2    | Schalke 04        | 121 |

## 1997-1998
Coupe UEFA :
|     | Tour                       | Club            | Aller | Total | Retour | Club       |     |
| --- | -------------------------- | --------------- | ----- | ----- | ------ | ---------- | --- |
| 122 | Deuxième tour préliminaire | ND Gorica       | 3-5   | 3-8   | 0-3    | FC Bruges  | 123 |
| 124 | Trente-deuxième de finale  | Betar Jérusalem | 2-1   | 2-4   | 0-3    | FC Bruges  | 125 |
| 126 | Seizième de finale         | FC Bruges       | 1-0   | 2-4   | 1-4    | VfL Bochum | 127 |

## 1998-1999
Ligue des champions :
|     | Tour                  | Club              | Aller | Total | Retour | Club      |     |
| --- | --------------------- | ----------------- | ----- | ----- | ------ | --------- | --- |
| 128 | Tour préliminaire     | FK Sileks Kratovo | 0-0   | 1-2   | 1-2    | FC Bruges | 129 |
| 130 | Tour de qualification | Rosenborg BK      | 2-0   | 4E-4  | 2-4    | FC Bruges | 131 |

Coupe UEFA :
|     | Tour                      | Club               | Aller | Total | Retour | Club      |     |
| --- | ------------------------- | ------------------ | ----- | ----- | ------ | --------- | --- |
| 132 | Trente-deuxième de finale | Újpest FC          | 0-5   | 2-7   | 2-2    | FC Bruges | 133 |
| 134 | Seizième de finale        | VfB Stuttgart      | 1-1   | 3-4   | 2-3    | FC Bruges | 135 |
| 136 | Huitième de finale        | Olympique lyonnais | 1-0   | 5-3   | 4-3    | FC Bruges | 137 |

## 1999-2000
Coupe UEFA :
|     | Tour              | Club             | Aller | Total | Retour | Club      |     |
| --- | ----------------- | ---------------- | ----- | ----- | ------ | --------- | --- |
| 138 | Tour préliminaire | Tulevik Viljandi | 0-3   | 0-5   | 0-2    | FC Bruges | 139 |
| 140 | Premier tour      | Hapoël Haïfa     | 3-1   | 5E-5  | 2-4    | FC Bruges | 141 |

## 2000-2001
Coupe UEFA :
|     | Tour               | Club      | Aller | Total | Retour | Club             |     |
| --- | ------------------ | --------- | ----- | ----- | ------ | ---------------- | --- |
| 142 | Tour préliminaire  | FC Bruges | 4-1   | 6-1   | 2-0    | FC Flora Tallinn | 143 |
| 144 | Premier tour       | FC Bruges | 2-0   | 3-0   | 1-0    | APOEL Nicosie    | 145 |
| 146 | Deuxième tour      | FC Bruges | 2-1   | 3-2   | 1-1    | FC Saint-Gall    | 147 |
| 148 | Seizième de finale | FC Bruges | 0-2   | 1-3   | 1-1    | FC Barcelone     | 149 |

## 2001-2002
Coupe UEFA :
|     | Tour               | Club               | Aller | Total | Retour | Club               |     |
| --- | ------------------ | ------------------ | ----- | ----- | ------ | ------------------ | --- |
| 150 | Tour préliminaire  | FC Bruges          | 4-0   | 10-1  | 6-1    | ÍA Akranes         | 151 |
| 152 | Premier tour       | Olympiakos Nicosie | 2-2   | 3-9   | 1-7    | FC Bruges          | 153 |
| 154 | Deuxième tour      | Arsenal Kiev       | 0-2   | 0-7   | 0-5    | FC Bruges          | 155 |
| 156 | Seizième de finale | FC Bruges          | 4-1   | 4-4E  | 0-3    | Olympique lyonnais | 157 |

## 2002-2003
Ligue des champions :
|     | Tour                                       | Club              | Aller | Total             | Retour | Club             |     |
| --- | ------------------------------------------ | ----------------- | ----- | ----------------- | ------ | ---------------- | --- |
| 158 | Deuxième tour de qualification             | FC Bruges         | 3-1   | 4-1               | 1-0    | Dinamo Bucarest  | 159 |
| 160 | Troisième tour de qualification            | Chakhtior Donetsk | 1-1   | 2-2 1-4 aux T.a.b | 1-1    | FC Bruges        | 161 |
| 162 | Première phase de poules, groupe H : J1/J5 | FC Barcelone      | 3-2   |                   | 1-0    | FC Bruges        | 166 |
| 163 | Première phase de poules, groupe H : J2/J6 | FC Bruges         | 0-0   |                   | 0-2    | Lokomotiv Moscou | 167 |
| 164 | Première phase de poules, groupe H : J3/J4 | Galatasaray       | 0-0   |                   | 1-3    | FC Bruges        | 165 |

Coupe UEFA :
|     | Tour               | Club      | Aller | Total | Retour | Club          |     |
| --- | ------------------ | --------- | ----- | ----- | ------ | ------------- | --- |
| 168 | Seizième de finale | FC Bruges | 1-2   | 1-3   | 0-1    | VfB Stuttgart | 169 |

## 2003-2004
Ligue des champions :
|     | Tour                              | Club           | Aller | Total             | Retour | Club              |     |
| --- | --------------------------------- | -------------- | ----- | ----------------- | ------ | ----------------- | --- |
| 170 | Troisième tour de qualification   | FC Bruges      | 2-1   | 3-3 4-2 aux T.a.b | 1-2    | Borussia Dortmund | 171 |
| 172 | Phase de poules, groupe H : J1/J5 | FC Bruges      | 1-1   |                   | 1-1    | Celta Vigo        | 176 |
| 173 | Phase de poules, groupe H : J2/J6 | Ajax Amsterdam | 2-0   |                   | 1-2    | FC Bruges         | 177 |
| 174 | Phase de poules, groupe H : J3/J4 | Milan AC       | 0-1   |                   | 1-0    | FC Bruges         | 175 |

Coupe UEFA :
|     | Tour               | Club                  | Aller | Total | Retour | Club         |     |
| --- | ------------------ | --------------------- | ----- | ----- | ------ | ------------ | --- |
| 178 | Seizième de finale | FC Bruges             | 1-0   | 1-0   | 0-0    | Debrecen VSC | 179 |
| 180 | Huitième de finale | Girondins de Bordeaux | 3-1   | 4-1   | 1-0    | FC Bruges    | 181 |

## 2004-2005
Ligue des champions :
|     | Tour                            | Club                | Aller | Total | Retour | Club              |     |
| --- | ------------------------------- | ------------------- | ----- | ----- | ------ | ----------------- | --- |
| 182 | Deuxième tour de qualification  | FC Bruges           | 2-0   | 6-0   | 4-0    | Lokomotiv Plovdiv | 183 |
| 184 | Troisième tour de qualification | FC Chakhtar Donetsk | 4-1   | 6-3   | 2-2    | FC Bruges         | 185 |

Coupe UEFA :
|     | Tour                           | Club                   | Aller | Total | Retour | Club           |     |
| --- | ------------------------------ | ---------------------- | ----- | ----- | ------ | -------------- | --- |
| 186 | Premier tour                   | FC Bruges              | 4-0   | 6-1   | 2-1    | LB Châteauroux | 187 |
| 188 | Phase de poules, groupe C : J1 | Dniepr Dniepropetrovsk | 3-2   |       |        | FC Bruges      |     |
| 189 | Phase de poules, groupe C : J2 | FC Bruges              | 1-0   |       |        | FC Utrecht     |     |
| 190 | Phase de poules, groupe C : J3 | Austria Vienne         | 1-1   |       |        | FC Bruges      |     |
| 191 | Phase de poules, groupe C : J4 | FC Bruges              | 1-1   |       |        | Real Saragosse |     |

## 2005-2006
Ligue des champions :
|     | Tour                              | Club          | Aller | Total             | Retour | Club      |     |
| --- | --------------------------------- | ------------- | ----- | ----------------- | ------ | --------- | --- |
| 192 | Troisième tour de qualification   | Vålerenga IF  | 1-0   | 1-1 3-4 aux T.a.b | 0-1    | FC Bruges | 193 |
| 194 | Phase de poules, groupe A : J1/J5 | FC Bruges     | 1-2   |                   | 0-1    | Juventus  | 198 |
| 195 | Phase de poules, groupe A : J2/J6 | Bayern Munich | 1-0   |                   | 1-1    | FC Bruges | 199 |
| 196 | Phase de poules, groupe A : J3/J4 | Rapid Vienne  | 0-1   |                   | 2-3    | FC Bruges | 197 |

Coupe UEFA :
|     | Tour               | Club      | Aller | Total | Retour | Club    |     |
| --- | ------------------ | --------- | ----- | ----- | ------ | ------- | --- |
| 200 | Seizième de finale | FC Bruges | 1-2   | 2-4   | 1-2    | AS Rome | 201 |

## 2006-2007
Coupe UEFA :
|     | Tour                           | Club               | Aller | Total | Retour | Club             |     |
| --- | ------------------------------ | ------------------ | ----- | ----- | ------ | ---------------- | --- |
| 202 | Deuxième tour préliminaire     | Sūduva Marijampolė | 0-2   | 2-7   | 2-5    | FC Bruges        | 203 |
| 204 | Premier tour                   | MFK Ružomberok     | 0-1   | 1-2   | 1-1    | FC Bruges        | 205 |
| 206 | Phase de poules, groupe B : J1 | FC Bruges          | 1-1   |       |        | Bayer Leverkusen |     |
| 207 | Phase de poules, groupe B : J2 | Tottenham Hotspur  | 3-1   |       |        | FC Bruges        |     |
| 208 | Phase de poules, groupe B : J3 | FC Bruges          | 1-1   |       |        | Dinamo Bucarest  |     |
| 209 | Phase de poules, groupe B : J4 | Beşiktaş           | 2-1   |       |        | FC Bruges        |     |

## 2007-2008
Coupe UEFA :
|     | Tour         | Club     | Aller | Total | Retour | Club      |     |
| --- | ------------ | -------- | ----- | ----- | ------ | --------- | --- |
| 210 | Premier tour | SK Brann | 0-1   | 2E-2  | 2-1    | FC Bruges | 211 |

## 2008-2009
Coupe UEFA :
|     | Tour                           | Club           | Aller | Total | Retour | Club             |     |
| --- | ------------------------------ | -------------- | ----- | ----- | ------ | ---------------- | --- |
| 212 | Premier tour                   | BSC Young Boys | 2-2   | 2-4   | 0-2    | FC Bruges        | 213 |
| 214 | Phase de poules, groupe G : J1 | Rosenborg BK   | 0-0   |       |        | FC Bruges        |     |
| 215 | Phase de poules, groupe G : J2 | FC Bruges      | 1-1   |       |        | AS Saint-Étienne |     |
| 216 | Phase de poules, groupe G : J3 | Valence CF     | 1-1   |       |        | FC Bruges        |     |
| 217 | Phase de poules, groupe G : J4 | FC Bruges      | 0-1   |       |        | FC Copenhague    |     |

## 2009-2010
Ligue Europa :
|     | Tour                              | Club        | Aller | Total             | Retour  | Club                 |     |
| --- | --------------------------------- | ----------- | ----- | ----------------- | ------- | -------------------- | --- |
| 218 | Troisième tour de qualification   | FC Bruges   | 3-2   | 4-3               | 1-1     | FC Lahti             | 219 |
| 220 | Tour de barrages                  | Lech Poznań | 1-0   | 1-1 3-4 aux T.a.b | 0-1     | FC Bruges            | 221 |
| 222 | Phase de poules, groupe J : J1/J5 | FC Bruges   | 1-4   |                   | 0-0     | FC Chakhtar Donetsk  | 226 |
| 223 | Phase de poules, groupe J : J2/J6 | Toulouse FC | 2-2   |                   | 0-1     | FC Bruges            | 227 |
| 224 | Phase de poules, groupe J : J3/J4 | FC Bruges   | 2-0   |                   | 4-2     | FK Partizan Belgrade | 225 |
| 228 | Seizième de finale                | FC Bruges   | 1-0   | 1-3               | 0-3a.p. | Valence CF           | 229 |

## 2010-2011
Ligue Europa :
|     | Tour                              | Club          | Aller | Total | Retour | Club           |     |
| --- | --------------------------------- | ------------- | ----- | ----- | ------ | -------------- | --- |
| 230 | Barrages                          | FC Bruges     | 2-1   | 5-3   | 3-2    | Dynamo Minsk   | 231 |
| 232 | Phase de poules, groupe D : J1/J5 | FC Bruges     | 1-1   |       | 1-1    | PAOK Salonique | 236 |
| 233 | Phase de poules, groupe D : J2/J6 | Villarreal    | 2-1   |       | 2-1    | FC Bruges      | 237 |
| 234 | Phase de poules, groupe D : J3/J4 | Dinamo Zagreb | 0-0   |       | 2-0    | FC Bruges      | 235 |

## 2011-2012
Ligue Europa :
|     | Tour                              | Club           | Aller | Total | Retour | Club             |     |
| --- | --------------------------------- | -------------- | ----- | ----- | ------ | ---------------- | --- |
| 238 | Troisième tour de qualification   | Club Bruges    | 4-1   | 4-2   | 0-1    | FK Qarabağ Ağdam | 239 |
| 240 | Barrages                          | FC Zestafoni   | 3-3   | 3-5   | 0-2    | Club Bruges      | 241 |
| 242 | Phase de poules, groupe H : J1/J5 | Club Bruges    | 2-0   |       | 4-3    | NK Maribor       | 246 |
| 243 | Phase de poules, groupe H : J2/J6 | Sporting Braga | 1-2   |       | 1-1    | Club Bruges      | 247 |
| 244 | Phase de poules, groupe H : J3/J4 | Club Bruges    | 1-2   |       | 2-2    | Birmingham City  | 245 |
| 248 | Seizième de finale                | Hanovre 96     | 2-1   | 3-1   | 1-0    | Club Bruges      | 249 |

## 2012-2013
Ligue des champions :
|     | Tour                            | Club          | Aller | Total | Retour | Club        |     |
| --- | ------------------------------- | ------------- | ----- | ----- | ------ | ----------- | --- |
| 250 | Troisième tour de qualification | FC Copenhague | 0-0   | 3-2   | 3-2    | Club Bruges | 251 |

Ligue Europa :
|     | Tour                              | Club                  | Aller | Total | Retour | Club        |     |
| --- | --------------------------------- | --------------------- | ----- | ----- | ------ | ----------- | --- |
| 252 | Barrages                          | Debrecen VSC          | 0-3   | 1-7   | 1-4    | Club Bruges | 253 |
| 254 | Phase de poules, groupe D : J1/J5 | Girondins de Bordeaux | 4-0   |       | 2-1    | Club Bruges | 258 |
| 255 | Phase de poules, groupe D : J2/J6 | Club Bruges           | 2-0   |       | 1-2    | CS Marítimo | 259 |
| 256 | Phase de poules, groupe D : J3/J4 | Newcastle United      | 1-0   |       | 2-2    | Club Bruges | 257 |

## 2013-2014
Ligue Europa :
|     | Tour                            | Club          | Aller | Total | Retour | Club        |     |
| --- | ------------------------------- | ------------- | ----- | ----- | ------ | ----------- | --- |
| 260 | Troisième tour de qualification | Śląsk Wrocław | 1-0   | 4-3   | 3-3    | Club Bruges | 261 |

## 2014-2015
Ligue Europa :
|     | Tour                              | Club               | Aller | Total | Retour | Club                  |     |
| --- | --------------------------------- | ------------------ | ----- | ----- | ------ | --------------------- | --- |
| 262 | Troisième tour de qualification   | Club Bruges        | 3-0   | 5-0   | 2-0    | Brøndby IF            | 263 |
| 264 | Barrages                          | Grasshopper Zurich | 1-2   | 1-3   | 0-1    | Club Bruges           | 265 |
| 266 | Phase de poules, groupe B : J1/J5 | Club Bruges        | 0-0   |       | 0-0    | Torino FC             | 270 |
| 267 | Phase de poules, groupe B : J2/J6 | HJK Helsinki       | 0-3   |       | 1-2    | Club Bruges           | 271 |
| 268 | Phase de poules, groupe B : J3/J4 | Club Bruges        | 1-1   |       | 4-0    | FC Copenhague         | 269 |
| 272 | 1/16 de finale                    | Aalborg BK         | 1-3   | 1-6   | 0-3    | Club Bruges           | 273 |
| 274 | 1/8 de finale                     | Club Bruges        | 2-1   | 5-2   | 3-1    | Beşiktaş              | 275 |
| 276 | 1/4 de finale                     | Club Bruges        | 0-0   | 0-1   | 0-1    | Dnipro Dnipropetrovsk | 277 |

## 2015-2016
Ligue des champions :
|     | Tour                            | Club              | Aller | Total | Retour | Club        |     |
| --- | ------------------------------- | ----------------- | ----- | ----- | ------ | ----------- | --- |
| 278 | Troisième tour de qualification | Panathinaïkos     | 2-1   | 2-4   | 0-3    | Club Bruges | 279 |
| 280 | Barrages                        | Manchester United | 3-1   | 7-1   | 4-0    | Club Bruges | 281 |

Ligue Europa :
|     | Tour                              | Club           | Aller | Total | Retour | Club           |     |
| --- | --------------------------------- | -------------- | ----- | ----- | ------ | -------------- | --- |
| 282 | Phase de poules, groupe D : J1/J5 | SSC Naples     | 5-0   |       | 1-0    | Club Bruges    | 286 |
| 283 | Phase de poules, groupe D : J2/J6 | Club Bruges    | 1-3   |       | 1-1    | FC Midtjylland | 287 |
| 284 | Phase de poules, groupe D : J3/J4 | Legia Varsovie | 1-1   |       | 0-1    | Club Bruges    | 285 |

## 2016-2017
Ligue des champions :
|     | Tour                              | Club          | Aller | Total | Retour | Club           |     |
| --- | --------------------------------- | ------------- | ----- | ----- | ------ | -------------- | --- |
| 288 | Phase de poules, groupe G : J1/J5 | Club Bruges   | 0-3   |       | 1-2    | Leicester City | 292 |
| 289 | Phase de poules, groupe G : J2/J6 | FC Copenhague | 4-0   |       | 2-0    | Club Bruges    | 293 |
| 290 | Phase de poules, groupe G : J3/J4 | Club Bruges   | 1-2   |       | 0-1    | FC Porto       | 291 |

## 2017-2018
Ligue des champions :
|     | Tour                            | Club        | Aller | Total | Retour | Club                   |     |
| --- | ------------------------------- | ----------- | ----- | ----- | ------ | ---------------------- | --- |
| 294 | Troisième tour de qualification | Club Bruges | 3-3   | 3-5   | 0-2    | İstanbul Başakşehir FK | 295 |

Ligue Europa :
|     | Tour     | Club        | Aller | Total | Retour | Club           |     |
| --- | -------- | ----------- | ----- | ----- | ------ | -------------- | --- |
| 296 | Barrages | Club Bruges | 0-0   | 0-3   | 0-3    | AEK Athènes FC | 297 |

## 2018-2019
Ligue des champions :
|     | Tour                              | Club            | Aller | Total | Retour | Club              |     |
| --- | --------------------------------- | --------------- | ----- | ----- | ------ | ----------------- | --- |
| 298 | Phase de poules, groupe A : J1/J5 | Club Bruges     | 0-1   |       | 0-0    | Borussia Dortmund | 302 |
| 299 | Phase de poules, groupe A : J2/J6 | Atlético Madrid | 3-1   |       | 0-0    | Club Bruges       | 303 |
| 300 | Phase de poules, groupe A : J3/J4 | Club Bruges     | 1-1   |       | 4-0    | AS Monaco         | 301 |

Ligue Europa :
|     | Tour           | Club        | Aller | Total | Retour | Club         |     |
| --- | -------------- | ----------- | ----- | ----- | ------ | ------------ | --- |
| 304 | 1/16 de finale | Club Bruges | 2-1   | 2-5   | 0-4    | FC Salzbourg | 305 |

## 2019-2020
Ligue des champions :
|     | Tour                              | Club        | Aller | Total | Retour | Club                |     |
| --- | --------------------------------- | ----------- | ----- | ----- | ------ | ------------------- | --- |
| 306 | Troisième tour de qualification   | Club Bruges | 1-0   | 4-3   | 3-3    | Dynamo Kiev         | 307 |
| 308 | Barrages                          | LASK        | 0-1   | 1-3   | 1-2    | Club Bruges         | 309 |
| 310 | Phase de poules, groupe A : J1/J5 | Club Bruges | 0-0   |       | 1-1    | Galatasaray         | 314 |
| 311 | Phase de poules, groupe A : J2/J6 | Real Madrid | 2-2   |       | 3-1    | Club Bruges         | 315 |
| 312 | Phase de poules, groupe A : J3/J4 | Club Bruges | 0-5   |       | 0-1    | Paris Saint-Germain | 313 |

Ligue Europa :
|     | Tour           | Club        | Aller | Total | Retour | Club              |     |
| --- | -------------- | ----------- | ----- | ----- | ------ | ----------------- | --- |
| 316 | 1/16 de finale | Club Bruges | 1-1   | 1-6   | 0-5    | Manchester United | 317 |

## 2020-2021
Ligue des champions :
|     | Tour                              | Club                     | Aller | Total | Retour | Club              |     |
| --- | --------------------------------- | ------------------------ | ----- | ----- | ------ | ----------------- | --- |
| 318 | Phase de poules, groupe F : J1/J5 | Zénith Saint-Pétersbourg | 1-2   |       | 0-3    | Club Bruges       | 322 |
| 319 | Phase de poules, groupe F : J2/J6 | Club Bruges              | 1-1   |       | 2-2    | Lazio Rome        | 323 |
| 320 | Phase de poules, groupe F : J3/J4 | Club Bruges              | 0-3   |       | 0-3    | Borussia Dortmund | 321 |

Ligue Europa :
|     | Tour           | Club        | Aller | Total | Retour | Club        |     |
| --- | -------------- | ----------- | ----- | ----- | ------ | ----------- | --- |
| 324 | 1/16 de finale | Dynamo Kiev | 1-1   | 2-1   | 1-0    | Club Bruges | 325 |

## 2021-2022
Ligue des champions :
|     | Tour                              | Club        | Aller | Total | Retour | Club                |     |
| --- | --------------------------------- | ----------- | ----- | ----- | ------ | ------------------- | --- |
| 326 | Phase de poules, groupe A : J1/J6 | Club Bruges | 1-1   |       | 1-4    | Paris Saint-Germain | 331 |
| 327 | Phase de poules, groupe A : J2/J5 | RB Leipzig  | 1-2   |       | 5-0    | Club Bruges         | 330 |
| 328 | Phase de poules, groupe A : J3/J4 | Club Bruges | 1-5   |       | 1-4    | Manchester City     | 329 |

## 2022-2023
Ligue des champions :
|     | Tour                              | Club        | Aller | Total | Retour | Club               |     |
| --- | --------------------------------- | ----------- | ----- | ----- | ------ | ------------------ | --- |
| 332 | Phase de poules, groupe B : J1/J6 | Club Bruges | 1-0   |       | 0-0    | Bayer Leverkusen   | 337 |
| 333 | Phase de poules, groupe B : J2/J5 | FC Porto    | 0-4   |       | 4-0    | Club Bruges        | 336 |
| 334 | Phase de poules, groupe B : J3/J4 | Club Bruges | 2-0   |       | 0-0    | Atlético de Madrid | 335 |
| 338 | 1/8 de finale                     | Club Bruges | 0-2   | 1-7   | 1-5    | Benfica Lisbonne   | 339 |

## 2023-2024
Ligue Europa Conférence :
|     | Tour                              | Club           | Aller | Total | Retour | Club           |     |
| --- | --------------------------------- | -------------- | ----- | ----- | ------ | -------------- | --- |
| 340 | Deuxième tour de qualification    | Club Bruges    | 3-0   | 3-1   | 0-1    | AGF Aarhus     | 341 |
| 342 | Troisième tour de qualification   | Club Bruges    | 5-1   | 10-2  | 5-1    | KA Akureyri    | 343 |
| 344 | Barrages                          | CA Osasuna     | 1-2   | 3-4   | 2-2    | Club Bruges    | 345 |
| 346 | Phase de poules, groupe D : J1/J5 | Club Bruges    | 1-1   |       | 5-0    | Beşiktaş JK    | 350 |
| 347 | Phase de poules, groupe D : J2/J6 | FK Bodø/Glimt  | 0-1   |       | 1-3    | Club Bruges    | 351 |
| 348 | Phase de poules, groupe D : J3/J4 | FC Lugano      | 1-3   |       | 0-2    | Club Bruges    | 349 |
| 352 | 1/8 de finale                     | Molde FK       | 2-1   | 2-4   | 0-3    | Club Bruges    | 353 |
| 354 | 1/4 de finale                     | Club Bruges    | 1-0   | 3-0   | 2-0    | PAOK Salonique | 355 |
| 356 | 1/2 finale                        | ACF Fiorentina | 3-2   | 4-3   | 1-1    | Club Bruges    | 357 |

## 2024-2025
Ligue des champions :
|     | Tour                      | Club               | Aller | Total | Retour | Club              |     |
| --- | ------------------------- | ------------------ | ----- | ----- | ------ | ----------------- | --- |
| 358 | Phase de championnat : J1 | Club Bruges        | 0-3   |       |        | Borussia Dortmund |     |
| 359 | Phase de championnat : J2 | SK Sturm Graz      | 0-1   |       |        | Club Bruges       |     |
| 360 | Phase de championnat : J3 | AC Milan           | 3-1   |       |        | Club Bruges       |     |
| 361 | Phase de championnat : J4 | Club Bruges        | 1-0   |       |        | Aston Villa FC    |     |
| 362 | Phase de championnat : J5 | Celtic FC          | 1-1   |       |        | Club Bruges       |     |
| 363 | Phase de championnat : J6 | Club Bruges        | 2-1   |       |        | Sporting CP       |     |
| 364 | Phase de championnat : J7 | Club Bruges        | 0-0   |       |        | Juventus FC       |     |
| 365 | Phase de championnat : J8 | Manchester City FC | 3-1   |       |        | Club Bruges       |     |
| 366 | 1/16 de finale            | Club Bruges        | 2-1   | 5-2   | 3-1    | Atalanta Bergame  | 367 |
| 368 | 1/8 de finale             | Club Bruges        | 1-3   | 1-6   | 0-3    | Aston Villa FC    | 369 |

## Bilan
Mise à jour le 12/10/2022
- 335 matches en Coupe d'Europe (C1, C2, C3).

| Coupe                                  | Matchs Joués | Victoires | Nuls | Défaites | Buts marqués | Buts encaissés |
| -------------------------------------- | ------------ | --------- | ---- | -------- | ------------ | -------------- |
| Ligue des champions                    | 125          | 42        | 29   | 54       | 156          | 181            |
| Coupe d'Europe des vainqueurs de Coupe | 28           | 15        | 3    | 10       | 41           | 33             |
| Ligue Europa                           | 72           | 28        | 20   | 24       | 99           | 94             |
| Supercoupe de l'UEFA                   | 0            | 0         | 0    | 0        | 0            | 0              |
| Coupe UEFA                             | 108          | 50        | 22   | 36       | 195          | 140            |
| Coupe des villes de foires             | 2            | 0         | 1    | 1        | 1            | 2              |
| TOTAL                                  | 335          | 135       | 75   | 125      | 492          | 450            |

### Adversaires européens
- VfL Bochum
- Werder Brême
- Borussia Dortmund
- Hambourg SV
- Hanovre 96
- RB Leipzig
- Bayer Leverkusen
- Borussia Mönchengladbach
- Bayern Munich
- Kickers Offenbach
- Schalke 04
- VfB Stuttgart
- Aston Villa
- Birmingham City
- Chelsea
- Ipswich Town
- Leicester City
- Manchester City
- Manchester United
- Newcastle United
- Nottingham Forest
- Tottenham Hotspur
- Liverpool
- West Bromwich Albion
- LASK
- Red Bull Salzbourg
- SK Sturm Graz
- Austria Vienne
- Rapid Vienne
- FK Qarabağ Ağdam
- Dynamo Minsk
- Željezničar Sarajevo
- Lokomotiv Plovdiv
- APOEL Nicosie
- Olympiakos Nicosie
- Omonia Nicosie
- Dinamo Zagreb
- Aalborg BK
- AGF Aarhus
- Brøndby IF
- FC Copenhague
- Lyngby BK
- FC Midtjylland
- Celtic FC
- Glasgow Rangers
- Espanyol Barcelone
- FC Barcelone
- Atlético de Madrid
- Real Madrid
- CA Osasuna
- Real Saragosse
- Valence CF
- Celta Vigo
- Villarreal
- FC Flora Tallinn
- Tulevik Viljandi
- HJK Helsinki
- KuPS Kuopio
- Girondins de Bordeaux
- LB Châteauroux
- Olympique lyonnais
- Olympique de Marseille
- AS Monaco
- Paris Saint-Germain
- AS Saint-Étienne
- Toulouse FC
- FC Zestafoni
- AEK Athènes FC
- Panathinaïkos
- PAOK Salonique
- Debrecen VSC
- Újpest FC
- Sligo Rovers
- ÍA Akranes
- KA Akureyri
- Hapoël Haïfa
- Betar Jérusalem
- Maccabi Tel-Aviv
- ACF Fiorentina
- Juventus
- AC Milan
- SSC Naples
- Lazio Rome
- AS Rome
- Torino FC
- Sūduva Marijampolė
- FK Sileks Kratovo
- Floriana FC
- Ajax Amsterdam
- FC Twente
- FC Utrecht
- SK Brann
- Lillestrøm SK
- Molde FK
- Rosenborg BK
- Vålerenga IF
- FK Bodø/Glimt
- Wisła Cracovie
- GKS Katowice
- Lech Poznań
- Legia Varsovie
- Śląsk Wrocław
- Benfica Lisbonne
- Boavista
- Braga
- CS Marítimo
- FC Porto
- Sporting Portugal
- Dinamo Bucarest
- National Bucarest
- Steaua Bucarest
- CSKA Moscou
- Lokomotiv Moscou
- Spartak Moscou
- Zénith Saint-Pétersbourg
- Étoile rouge de Belgrade
- FK Partizan Belgrade
- MFK Ružomberok
- ND Gorica
- NK Maribor
- Åtvidabergs FF
- FC Bâle
- Grasshopper Zurich
- FC Saint-Gall
- BSC Young Boys
- FC Zurich
- FC Lugano
- Beşiktaş
- Galatasaray
- İstanbul Başakşehir FK
- Dnipro Dnipropetrovsk
- Chakhtior Donetsk
- Arsenal Kiev
- Dynamo Kiev